# Гадзинский, Владимир Антонович
Владимир Антонович Гадзинский (укр. Володи́мир Анто́нович Ґадзі́нський; 21 августа 1888, Краков — 11 августа 1932, Одесса) — украинский советский писатель, поэт, критик, публицист, литературовед, журналист и переводчик. Один из зачинателей «научной поэзии» в советской и украинской литературе, воспевал разум и рационализм. Издавался под псевдонимами Иосиф Грех, Оскар Рединг и Трильський.

## Биография
Родился в Кракове в интеллигентной семье. В возрасте пяти лет переехал с семьёй в Станиславов (ныне Ивано-Франковск). Окончил реальную польскую школу в 1906 году, поступил во Львовскую высшую политехническую школу в 1907 году. С 1909 по 1910 годы служил в австро-венгерской армии, после чего перевёлся на физико-математический факультет Венского университета (1910–1913). С 1908 издаётся в галицкой периодике. В 1914 году добровольцем вступил в Украинские сечевые стрельцы, в 1916 году под Тернополем попал в русский плен.
После революций 1917 года записался в Украинскую Галицкую Армию, но затем перешёл на сторону Красной Армии. В 1918 году вступил в КП(б)У. Некоторое время проживал в Тернополе, работал во «Всегализдате». С 1920 года заведующий Киевского губнаробраза и редактор журнала «Пролетарское образование» (1920 года). Состоял в литературном объединении «Гарт» и ВУСПП. С 1921 года проживает в Москве, основатель литературной группы «Село и город». Сторонник левого искусства, организатор и издатель в Москве украинского журнала «Нео-Леф». В 1923 году выступал против формального метода в литературоведении.
С 1925 года преподаватель одесских ВУЗов, член союза революционных писателей «Западная Украина» и редактор журнала «Блеск» (1928—1929). Председатель одесского филиала Госиздательства Украины. 
Как публицист проявил себя во время литературных дискуссий 1925—1928 годов, опубликовав ряд статей в журналах (книга «На бескровном фронте»). Автор поэм «УССР», «Айнштайн», «Земля» (все — 1925), «Призыв Красного Ренессанса» (1926), «Разум» (1929), поэтических сборников «С дороги» (1922), «Не-абстракты» (1927), фантастической повести «Конец» (1927), сборника статей и рецензий «Фрагменты стихии» (1927) и других художественных работ, отмеченных влиянием экспрессионизма, а также научных исследований о творчестве Е.Григорука, Г.Михайличенко, В.Чумака.
Умер в 1932 году в Одессе при невыясненных обстоятельствах (некоторые утверждают, что он разочаровался в идеалах революции и совершил суицид). В рукописи остался роман-трилогия «Освобождение Украины», подготовленные к печати «Заметки по истории украинской литературы» исчезли.